# Larry Desrochers
Larry Desrochers ist ein kanadischer Theaterleiter und Regisseur.
Desrochers studierte Theaterwissenschaft und Drama an der University of Winnipeg. Er wurde Direktionsassistent und später künstlerischer Leiter am Manitoba Theatre Centre und leitete hier u. a. 1992 die Uraufführung von Maureen Hunters Stück Transit of Venus . Er gründete das Winnipeg Fringe Festival und produzierte und leitete 1999 die Eröffnungs- und Abschlusszeremonie der Panamerikanischen Spiele in Winnipeg.
Das ebenfalls von Desrochers geleitete Winnipeg Fringe Festival wurde eines der erfolgreichsten Fringe-Festivals in Kanada. Er wurde Geschäftsführer der Winnipeg Film Group und ist Generaldirektor und CEO der Manitoba Opera. 2003 wurde er von der University of Winnipeg mit dem Distinguished Alumni Award ausgezeichnet.